# Grundhån (Särna socken, Dalarna)
Grundhån är en sjö i Älvdalens kommun i Dalarna och ingår i Dalälvens huvudavrinningsområde.